# Pithys
Pithys es un género de aves paseriformes perteneciente a la familia Thamnophilidae que agrupa a dos especies nativas de la Sudamérica tropical, donde se distribuyen en la cuenca amazónica al norte del río Amazonas, en el escudo guayanés y en la base oriental de los Andes desde el noroeste de Venezuela y noreste de Colombia hasta el sureste de Perú. A sus miembros se les conoce por el nombre común de hormigueros.

## Etimología
El nombre genérico masculino «Pithys» deriva del griego, y su significado no está claramente definido; puede tener origen en un nombre guaraní; en «pitulos» = un pequeño pájaro mencionado por Hesychius; o apenas en una corruptela del género Pipra.

## Características
Los dos hormigueros de este género son aves atractivas, midiendo entre 12 y 14 cm de longitud, encontrados en el sotobosque de selvas húmedas de baja altitud. Ambos son clásicos seguidores obligados de hormigas legionarias. El hormiguero castaño, muy raro y local, fue redescubierto en 2001.

## Lista de Especies
Según la clasificación del Congreso Ornitológico Internacional (IOC, versión 7.3, 2017)  y Clements Checklist v.2016, el género agrupa a las siguientes especies con el respectivo nombre popular de acuerdo con la Sociedad Española de Ornitología (SEO):
- Pithys albifrons (Linnaeus, 1766) - hormiguero cuerniblanco;
- Pithys castaneus Berlioz, 1938 - hormiguero castaño.

## Taxonomía
Los estudios genéticos indican que los géneros Willisornis, Pithys, Phaenostictus, Phlegopsis, Gymnopithys y Rhegmatorhina forman un grupo monofilético de seguidores especializados de hormigas. Este grupo fue denominado «clado Pithys», dentro de una tribu Pithyini. Dentro de este grupo, el presente género y Phaenostictus son considerados géneros hermanos.